# Johan Bal
Johan Bal (Wilrijk, 7 april 1975) is een Belgisch voormalig voetballer die speelde als verdediger.

## Carrière
Bal speelde in de jeugd van Verbroedering Hemiksem en KV Mechelen voordat hij in 1995 zijn profdebuut maakte bij Mechelen. Na de eerste twee seizoenen degradeerde de club naar de tweede klasse. In het tweede seizoen in de tweede klasse werd de club kampioen en trad deze weer aan in de eerste klasse. Na opnieuw twee seizoenen eerste klasse degradeerde de club opnieuw. Van 1999 tot 2000 was Bal aanvoerder. Hij kreeg op 23 mei 2002 te horen dat hij een nieuwe club mocht zoeken, nadat hij dat seizoen eerst in de C-kern en daarna in de B-kern had gespeeld.
Hij ging in 2002 spelen voor Tempo Overijse, waarmee hij uitkwam in de vierde klasse. Na het seizoen 2004/05 moest de club degraderen naar provinciaal voetbal en Bal maakte de overstap naar SK Londerzeel. Hij werd in zijn laatste seizoen nog kampioen in de vierde klasse. Hierna speelde hij nog twee jaar bij Kontich FC.

## Erelijst
- Tweede klasse: 1999, 2002
- Vierde klasse: 2006